# Наумов, Виктор Альбертович
Виктор Альбертович Наумов (16 августа 1965) — советский и белорусский футболист, нападающий, тренер.

## Биография
Воспитанник ДЮСШ «Красное Знамя» (Витебск). Начал играть на взрослом уровне в 16-летнем возрасте в 1981 году в клубе второй лиги СССР «Двина» (Витебск). Участник Спартакиады народов СССР 1983 года в составе юношеской сборной Белорусской ССР. В 1983 году включался в заявку могилёвского «Днепра», игравшего в первой лиге, но сыграл только один матч на старте сезона в Кубке СССР и вернулся в Витебск. В 1985—1986 годах играл в первенстве Белорусской ССР среди КФК за «Обувщик» (Лида), где проходил военную службу. В 1987 году, играя за витебский КИМ, признан лучшим белорусским игроком второй лиги.
В 1988 году был приглашён в ведущий клуб республики — минское «Динамо», но в чемпионате страны играл только за дубль. Сделал хет-трик в выездном матче против дублёров московского «Спартака» (4:4). В Кубке Федерации провёл два матча за основную команду минчан и забил один гол. Покинул команду из-за конфликта с тренерами дубля. Затем до распада СССР играл во второй и второй низшей лигах за «Днепр» (Могилёв) и КИМ (Витебск).
В первом независимом чемпионате Беларуси выступал за «Днепр» (Могилёв), стал серебряным призёром чемпионата и финалистом Кубка Беларуси 1992 года. В начале 1993 года вернулся в Витебск, но выступал за другой городской клуб высшей лиги — «СКБ-Локомотив». В начале 1995 года вернулся в «Двину», вскоре переименованную в «Локомотив-96», и играл за неё до конца карьеры. Серебряный призёр чемпионата страны 1994/95, бронзовый призёр 1997 года, обладатель Кубка Беларуси 1997/98.
Всего в высшей лиге Беларуси сыграл 136 матчей и забил 34 гола. За витебские клубы во всех турнирах сыграл 319 матчей и забил 71 мяч.
Тренерскую карьеру начинал в дубле витебского «Локомотива». В 2001 году был главным тренером основной команды клуба, незадолго до старта нового сезона 2002 года отправлен в отставку. Затем около десяти лет работал главным тренером одной из сильнейших женских команд страны — витебского «Университета», приводил клуб к победам в чемпионате и Кубке Беларуси и принимал участие в еврокубках. Позднее работал в СДЮШОР «Витебск».

## Личная жизнь
Супруга Ксения, сестра футболиста Андрея Любченко, умерла в начале 2010-х годов. Сын Никита (род. 1989) — футболист, игрок сборной Беларуси. Младший сын Степан (род. 1999) играл за дубль «Витебска».

## Достижения
- Серебряный призёр чемпионата Беларуси: 1992, 1994/95
- Бронзовый призёр чемпионата Беларуси: 1997
- Обладатель Кубка Беларуси: 1997/98
- Финалист Кубка Беларуси: 1992